# Rio Făget (Rebra)
O Rio Făget é um rio da Romênia, afluente do Rebra, localizado no distrito de Bistriţa-Năsăud.